# روبرت فيشر (أستاذ جامعي)
روبرت فيشر (بالألمانية: Robert Vischer)‏ هو فيلسوف ألماني، ولد في 22 فبراير 1847 في توبينغن في ألمانيا، وتوفي في 24 مارس 1933 في فيينا في النمسا.